# Segowia
Segowia (hiszp. Segovia) – miasto w środkowej Hiszpanii, w regionie Kastylia i León, stolica prowincji Segovia, ok. 56 tys. mieszkańców (2003). Położone u podnóża gór Sierra de Guadarrama, na wysokości 1000 m n.p.m.
W mieście funkcjonuje przemysł włókienniczy, porcelanowo-fajansowy, spożywczy oraz elektrotechniczny. Ośrodek handlowy i turystyczny.

## Historia
- Osada założona przez Celtów.
- W 80 p.n.e. zdobyta przez Rzymian.
- Od V wieku w rękach Wizygotów, od VIII w. siedziba biskupstwa.
- Od 713 pod panowaniem Maurów.
- W 1079 zdobyta przez króla Alfonsa VI, otoczona murami obronnymi.
- do XVI wieku jedna z rezydencji królów Kastylii; tutaj w 1474 Izabela I Katolicka została królową.
- Do końca XVI wieku okres rozwoju, źródłem bogactwa był handel wełną, którym rządziła Mesta (organizacja hodowców owiec).
- Od XVII wieku upadek i wyludnienie, po epidemii dżumy.
- Od XVIII wieku powolne ożywienie gospodarcze.

## Zabytki

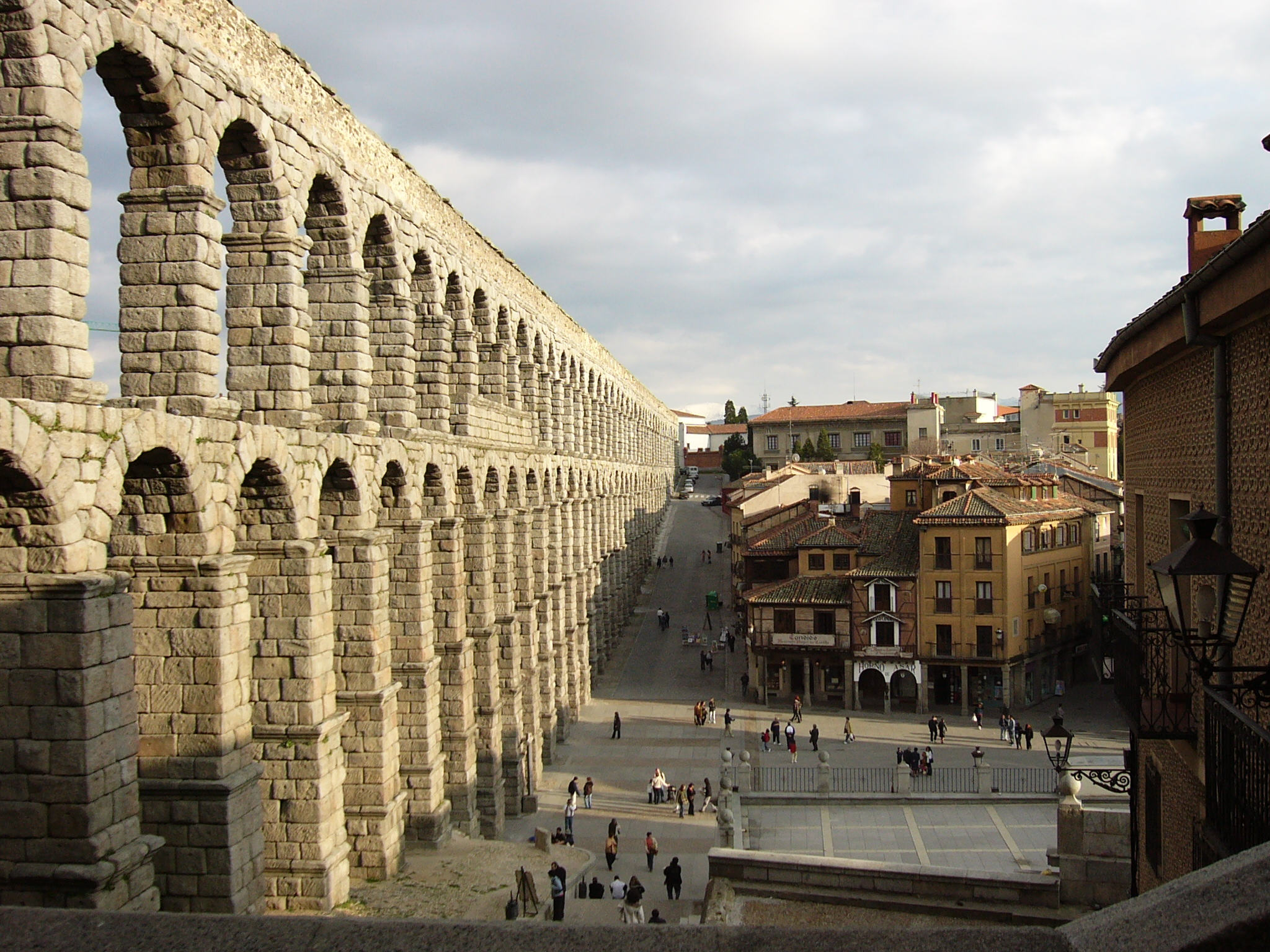
Akwedukt w Segowii (Hiszpania)

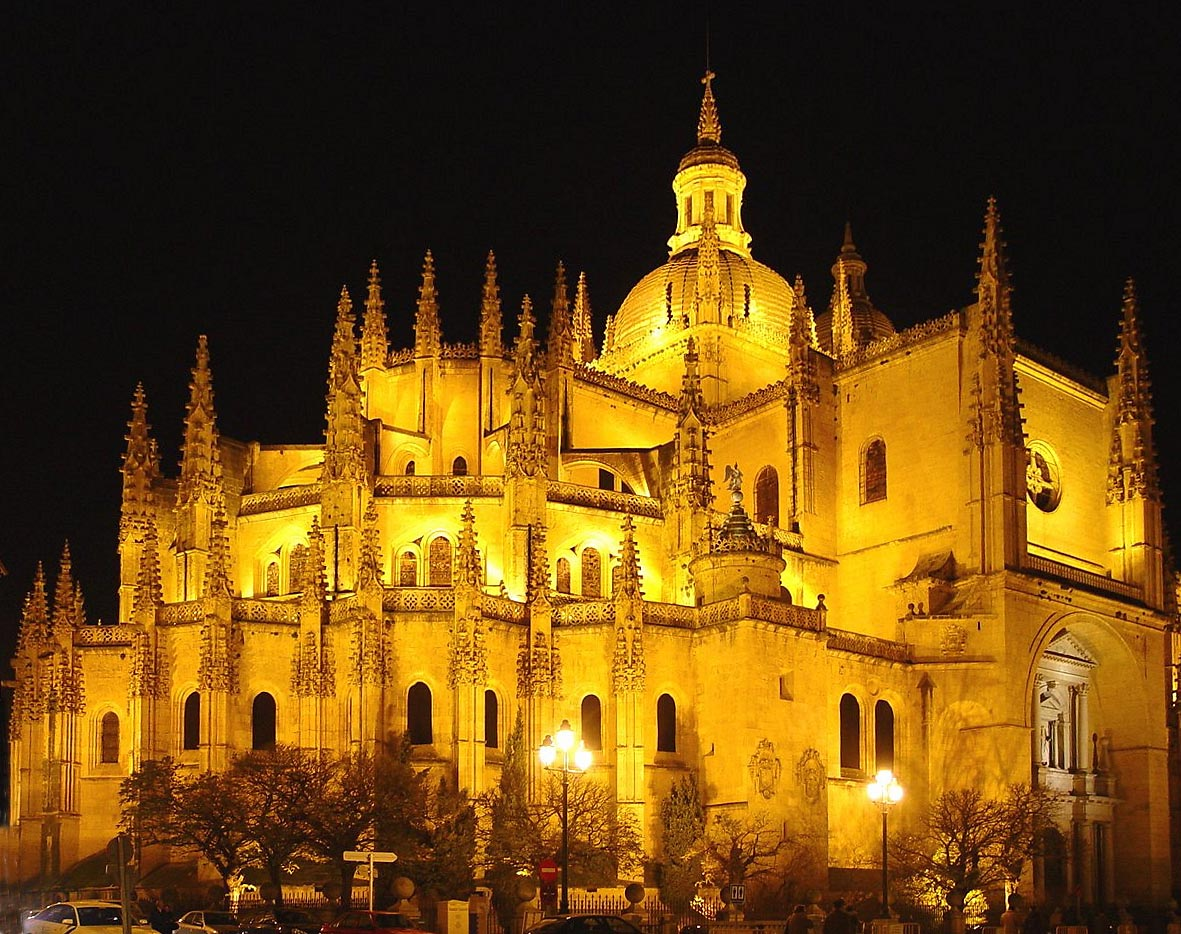
Katedra

- Akwedukt rzymski, zbudowany ok. 100 r. n.e., dostarczano nim wodę z odległości 15 km, wybudowany z bloków granitowych bez użycia zaprawy. Pozostało ok. 800 m, 129 przęseł.
- Alkazar, zamek-forteca z XI w., przebudowany w XIV/XV w. i XIX w., wewnątrz patio z 1592, sufity w stylu mudéjar, kolekcje zbroi.
- Katedra, ostatnia budowla gotycka wzniesiona w Hiszpanii (1525 – XVII w.); szczególnie piękna z zewnątrz; dzieło ojca i syna Hontanon – twórców katedry w Salamance.
- place: Plaza de San Martín, otoczony pałacami, z najczęściej zwiedzanym Casa del Marques de Lozoya oraz romański kościół San Martín z XII w.; Plaza Mayor z ratuszem z XVII w.
- kościoły: romański San Trinidad, San Juan de los Caballeros, San Esteban z XII w., największy San Millan z 1111–1124 r., Vera Cruz z XIII w. (w sąsiednim kościele karmelitów złożono ciało Św. Jana od Krzyża), San Miguel z XVI w., San Martin z XII wieku – w mieście pozostało 14 z 33 istniejących dawniej kościołów romańskich.
- klasztory: San Antonio el Real z XV w., Santa Cruz z XVI w., Carmelitas Descalzas z XVI w., El Parral z XV w.
- pałace: Casa de Arias Davila, Casa del Marques del Arco, Palacio Episcopal, Casa de los Picos.
- muzea: Museo Zuloaga
- kamienice pokryte esgrafiado segoviano – zwykle dwukolorowymi wzorami wyciskanymi lub wydrapywanymi w tynku i terakocie.
- Plaza del Azoguejo – dawny arabski rynek.

## Demografia
Zmiany liczby ludności w Segowii:
| Dane historyczne                        | Dane historyczne | Dane historyczne |
| Rok                                     | Ludność          | Zm., %           |
| --------------------------------------- | ---------------- | ---------------- |
| 1991                                    | 54 375           | –                |
| 1996                                    | 54 287           | −0,2%            |
| 2001                                    | 54 368           | 0,1%             |
| 2004                                    | 55 586           | 2,2%             |
| Powyższe dane nie mają podanego źródła! |                  |                  |

## Miasta partnerskie
- Edynburg, Wielka Brytania
- Bristol, Wielka Brytania
- Atlanta, Stany Zjednoczone